# Paraflata kingdomi
Paraflata kingdomi är en insektsart som beskrevs av William Lucas Distant 1910. Paraflata kingdomi ingår i släktet Paraflata och familjen Flatidae.
Artens utbredningsområde är Madagaskar. Inga underarter finns listade i Catalogue of Life.